# Kup Srbije 2016-2017
La Kup Srbije u fudbalu 2016-2017 (in cirillico Куп Србије у фудбалу 2016-2017, Coppa di Serbia di calcio 2016-2017), fu l'11ª edizione della Kup Srbije.
Il detentore era il Partizan. In questa edizione la coppa fu vinta ancora dal Partizan (al suo 5º titolo, 14ª coppa nazionale in totale) che sconfisse in finale la Stella Rossa.

## Formula
La formula è quella dell'eliminazione diretta, in caso si parità al 90º minuto si va direttamente ai tiri di rigore senza disputare i tempi supplementari (eccetto in finale). Gli accoppiamenti sono decisi tramite sorteggio; in ogni turno (eccetto le semifinali, dove il sorteggio è libero) le "teste di serie" non possono essere incrociate fra loro.
La finale si disputa di regola allo Stadio Partizan di Belgrado; se i finalisti sono Partizan e Stella Rossa si effettua un sorteggio per decidere la sede; se i finalisti sono Partizan ed un'altra squadra si gioca allo Stadio Rajko Mitić ("casa" della Stella Rossa).

### Calendario
| Turno                | Numero di incontri | Squadre | Entrano a questo turno                                                                            | Date                       |
| -------------------- | ------------------ | ------- | ------------------------------------------------------------------------------------------------- | -------------------------- |
| Turno preliminare    | 5                  | 37 → 32 | ultime 5 classificate della Prva Liga Srbija 2015-2016 5 squadre vincenti delle coppe regionali   | 7 settembre 2016           |
| Sedicesimi di finale | 16                 | 32 → 16 | 16 squadre della Superliga serba 2015-2016 prime 11 classificate della Prva Liga Srbija 2015-2016 | 21 settembre 2016          |
| Ottavi di finale     | 8                  | 16 → 8  | –                                                                                                 | 26 ottobre 2016            |
| Quarti di finale     | 4                  | 8 → 4   | –                                                                                                 | 5 aprile 2017              |
| Semifinali           | 2 + 2              | 4 → 2   | –                                                                                                 | 26 aprile / 10 maggio 2017 |
| Finale               | 1                  | 2 → 1   | –                                                                                                 | 27 maggio 2017             |

### Squadre partecipanti
Partecipano 37 squadre: le 16 della SuperLiga 2015-2016, le 16 della Prva liga 2015-2016 e le 5 vincitrici delle coppe regionali 2015-2016.
Durante l'estate 2016 Donji Srem e Sloga Petrovac cessano l'attività, quindi in questa edizione le partecipanti sono 35 invece di 37.
Le vincitrici delle coppe regionali 2015-2016 sono: Mladost Bački Jarak (Vojvodina), Žarkovo (Belgrado), Polet Ljubić (Ovest), Radan Lebane (Est) e FK Trepča (Kosovo e Metochia).
SuperLiga
- Bačka B. Palanka
- Borac Čačak
- Čukarički
- Javor Ivanjica
- Metalac
- Mladost Lučani
- Napredak Kruševac
- Novi Pazar
- Partizan
- Rad Belgrado
- Radnički Niš
- Radnik Surdulica
- Spartak Subotica
- Stella Rossa
- Vojvodina
- Voždovac

Prva liga
- Bežanija
- BSK Borča
- ČSK Čelarevo
- Dinamo Vranje
- Inđija
- Jagodina
- Kolubara
- OFK Belgrado
- Proleter Novi Sad
- Sinđelić Belgrado
- Sloboda Užice
- Zemun

Srpska liga
- Loznica
- Polet Ljubić
- Radan Lebane
- Radnički Kragujevac
- Žarkovo

Zonska liga
- Mladost Bački Jarak
- FK Trepča

## Turno preliminare
Viene disputato dalle ultime 5 classificate della Prva Liga Srbija 2015-2016 e dalle 5 vincitrici delle coppe regionali. Il sorteggio si è tenuto il 2 settembre 2016.
Il Donji Srem (14º in Prva liga e retrocesso in Srpska liga) è fallito, quindi la squadra sorteggiata contro, il Mladost Bački Jarak, passa direttamente ai sedicesimi di finale. È fallito anche lo Sloga Petrovac (11º in Prva liga), quindi la dodicesima classificata (Dinamo Vranje) che avrebbe dovuto disputare il turno preliminare, "scala" di una posizione ed accede ai sedicesimi; questo comporta che anche la compagine sorteggiata contro (Radan Lebane), si ritrova senza avversari e passa al turno successivo senza colpo ferire.
| Squadra 1           | Risultato       | Squadra 2           |
| ------------------- | --------------- | ------------------- |
| 07.09.2016          |                 |                     |
| Žarkovo             | 1 – 1 (4-3 dtr) | Loznica             |
| Polet Ljubić        | 2 – 0           | Radnički Kragujevac |
| FK Trepča           | 0 – 3           | Sloboda Užice       |
| Radan Lebane        | n.d.            | Dinamo Vranje       |
| Mladost Bački Jarak | n.d.            | Donji Srem          |

## Sedicesimi di finale
Il sorteggio si è tenuto il 12 settembre 2016.
| Squadra 1           | Risultato       | Squadra 2         |
| ------------------- | --------------- | ----------------- |
| 20.09.2016          |                 |                   |
| Bačka B. Palanka    | 0 – 3           | Spartak Subotica  |
| Rad Belgrado        | 1 – 0           | Dinamo Vranje     |
| 21.09.2016          |                 |                   |
| Polet Ljubić        | 0 – 1           | Radnik Surdulica  |
| Inđija              | 0 – 1           | Voždovac          |
| Sinđelić Belgrado   | 1 – 5           | Jagodina          |
| Radan Lebane        | 0 – 5           | Čukarički         |
| Žarkovo             | 2 – 2 (5-4 dtr) | Metalac           |
| Proleter Novi Sad   | 0 – 1           | Javor Ivanjica    |
| Mladost Bački Jarak | 1 – 4           | Novi Pazar        |
| ČSK Čelarevo        | 0 – 3           | Stella Rossa      |
| Zemun               | 0 – 0 (4-5 dtr) | Borac Čačak       |
| Kolubara            | 0 – 4           | Mladost Lučani    |
| BSK Borča           | 1 – 0           | Radnički Niš      |
| Partizan            | 3 – 1           | Napredak Kruševac |
| Sloboda Užice       | 6 – 1           | OFK Belgrado      |
| Vojvodina           | 4 – 0           | Bežanija          |

## Ottavi di finale
Il sorteggio si è tenuto il 14 ottobre 2016.
| Squadra 1        | Risultato       | Squadra 2        |
| ---------------- | --------------- | ---------------- |
| 25.10.2016       |                 |                  |
| Žarkovo          | 0 – 2           | Partizan         |
| 26.10.2016       |                 |                  |
| Jagodina         | 1 – 1 (4-5 dtr) | Borac Čačak      |
| Voždovac         | 1 – 0           | Spartak Subotica |
| Čukarički        | 1 – 0           | Javor Ivanjica   |
| Stella Rossa     | 3 – 0           | BSK Borča        |
| Novi Pazar       | 0 – 0 (2-3 dtr) | Vojvodina        |
| Mladost Lučani   | 1 – 1 (5-3 dtr) | Rad Belgrado     |
| Radnik Surdulica | 1 – 2           | Sloboda Užice    |

## Quarti di finale
Il sorteggio si è tenuto il 23 novembre 2016.
| Squadra 1     | Risultato | Squadra 2      |
| ------------- | --------- | -------------- |
| 05.04.2017    |           |                |
| Voždovac      | 1 – 2     | Partizan       |
| Vojvodina     | 5 – 2     | Borac Čačak    |
| Sloboda Užice | 0 – 3     | Čukarički      |
| Stella Rossa  | 4 – 2     | Mladost Lučani |

| Arbitro: | Dragan Čolović |

|               |           |                           |
| Srećković 42’ | Marcatori | 80’ Đurđević 90’ Leonardo |

| Arbitro: | Danilo Grujić |

|                                                |           |                                 |
| Malbašić 12’, 71’ Trujić 16’, 81’ S. Babić 66’ | Marcatori | 41’ (aut.) Kovačević 62’ Marčić |

| Arbitro: | Bojan Nikolić |

|  |           |                                            |
|  | Marcatori | 21’ S. Jovanović 45’ Kajević 88’ Milojević |

| Arbitro: | Novak Simović |

|                                                       |           |                                      |
| Kanga 46’ Milić 52’ Boakye 58’ Al. Luković 63’ (rig.) | Marcatori | 45’ Milosavljević 70’ (rig.) Bojović |

## Semifinali
Il sorteggio si è tenuto l'11 aprile 2017.
| Squadra 1 | Totale | Squadra 2    | Andata     | Ritorno       |
| --------- | ------ | ------------ | ---------- | ------------- |
|           |        |              | 26.04.2017 | 09/10.05.2017 |
| Čukarički | 3 – 5  | Stella Rossa | 1 – 4      | 2 – 1         |
| Vojvodina | 0 – 1  | Partizan     | 0 – 0      | 0 – 1         |

### Andata
| Arbitro: | Milorad Mažić |

|                  |           |                                                   |
| S. Jovanović 40’ | Marcatori | 12’ Le Tallec 19’, 39’ Boakye 33’ (aut.) Ožegović |

| Novi Sad 26 aprile 2017, ore 19:00 | Vojvodina     | 0 – 0 | Partizan | Stadio Karađorđe (9 000 spett.)\| Arbitro: \| Danilo Grujić \| |
| Arbitro:                           | Danilo Grujić |       |          |                                                                |

### Ritorno
| Arbitro: | Marko Popović |

|                   |           |                              |
| Boakye 76’ (rig.) | Marcatori | 4’ Ožegović 54’ (aut.) Milić |

| Arbitro: | Milorad Mažić |

|              |           |  |
| Đurđević 44’ | Marcatori |  |

## Finale
Il 18 maggio 2017 la FSS comunica che, da sorteggio, la gara di finale si disputerà allo Stadio Partizan.
| Squadra 1  | Risultato | Squadra 2    |
| ---------- | --------- | ------------ |
| 27.05.2017 |           |              |
| Partizan   | 1 – 0     | Stella Rossa |

| Arbitro: | Milorad Mažić (Vrbas) |

| |            | |
| Milenković 42’ | Marcatori  | |
| Nemanja Stevanović Miroslav Vulićević Nikola Milenković Bojan Ostojić Mohamed El Monir Marko Jevtović Nebojša Kosović (Petar Đuričković 65') Nemanja Mihajlović (Saša Ilić 88') Marko Janković (Milan Radin 84') Leonardo Uroš Đurđević | Formazioni | Damir Kahriman Marko Petković Damien Le Tallec Aleksandar Luković Dušan Anđelković Mihailo Ristić (85' Nenad Milijaš) Mitchell Donald Guélor Kanga Srđan Plavšić (69' Srđan Vujaklija) Richmond Boakye Slavoljub Srnić (60' Nemanja Milić) |
| Marko Nikolić | Allenatori | Boško Đurovski |